# Жуан де Сантарен
Жуáн де Сантарéн (порт. João de Santarém; XV століття) — португальський дослідник, який відкрив острови в Гвінейській затоці — Сан-Томе (21 грудня 1471 року), Аннобон (у січні 1472 року) і Принсіпі (17 січня 1472 року).

## Біографія
Разом з іншими португальськими мореплавцями, найнятими лісабонським купцем Фернаном Гомішем — Перу Ешкобаром, Лопу Гонсалвішем, Педру де Сінтра та Фернаном до По, Жуаном де Сантарен був серед ряду мореплавців, які досліджували Гвінейську затоку в цей період від імені короля Португалії Афонсу V.
Разом з Перу Ешкобаром він також відкрив місто Сассандра в Кот-д'Івуарі в 1471 році і в 1472 році досліджував африканські землі від Гани до дельти Нігеру. З 1484 року він був капітаном Алькатраса (біля Сантьяго або Брави) на островах Кабо-Верде.
У січні 1471 року Жуан де Сантарем і Перу Ешкобар виявили «збут золота на місці, яке ми зараз називаємо Міна» (сучасна Ельміна).